# Landsmannschaft Schottland

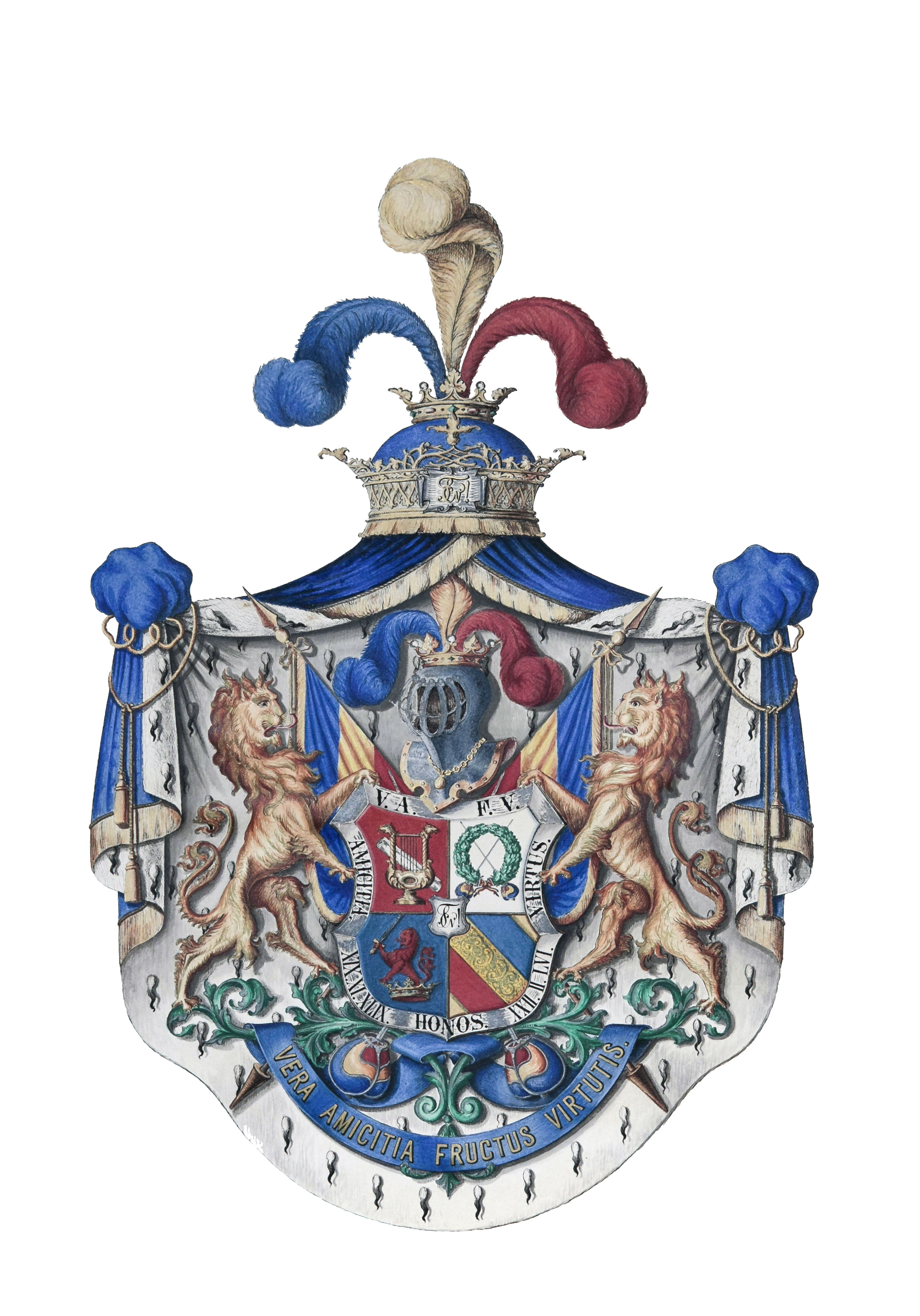
Wappen der Landsmannschaft Schottland

Die Landsmannschaft Schottland ist eine Studentenverbindung, die 1849 an der Eberhard Karls Universität Tübingen gestiftet wurde. Ihre Mitglieder werden „Schotten“ genannt.

## Couleur und Wappen
Schottland trägt die Farben blau-gold-rot mit goldener Perkussion; dazu wird eine blaue Mütze getragen. Im Sommersemester besteht die Option, einen blauen Seidenstürmer zu tragen. Die Füchse tragen ein Band in den Farben blau-rot, ebenfalls mit goldener Perkussion. Die Farben wurden als Reminiszenz an das Haus Stuart gewählt.
Der Wappenschild ist geviert und mit einem Mittelschild belegt. Es zeigt (heraldisch) rechts oben eine goldene Leier, durchstreckt von einem weißen Rotulus. Links oben das Bundeszeichen mit gekreuzten Korbschlägern im Laubkranz sowie die Anfangsbuchstaben V.A.F.V. des Mottos Vera amicitia fructus virtutis („Wahre Freundschaft ist die Frucht der Tugend“). Rechts unten zeigt es in blau eine goldene Laubkrone, auf der ein rechts laufender roter Löwe ('Lion passant') steht. Links unten im sechsfach geteilten Feld die Farben. Der Mittelschild enthält Schwarz in Weiß den Zirkel.
Der Wahlspruch  lautet Amicitia honos virtus (Freundschaft – Ehre – Tugend).

## Geschichte

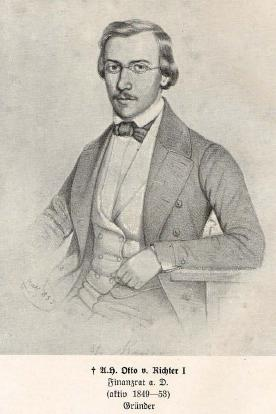
Einer der Stifter, Otto v. Richter als Student

Die heutige Landsmannschaft Schottland geht auf eine regelmäßige Zusammenkunft von Studenten aus Marbach am Neckar zurück. Am 19. November 1849 wurde der Beschluss gefasst, dem bislang formlos tagenden Kränzchen eine organisatorische Grundlage zu geben, insofern gilt dieser Tag als Stiftungsdatum. Der Name Marbacia, den sich die Gesellschaft inoffiziell beigelegt hatte, wurde nach außen hin nicht bekannt. Im Sommersemester 1850 wurde das Kneiplokal vom „Rene“ in die „Schottei“ verlegt, die nach ihrem Inhaber Carl Schott benannt war. Auf einem Convent im Juni 1852 wurde beschlossen, dass sich die Gesellschaft einen offiziellen Namen zulegt. Der Name „Schottland“ war schon bald nach der Verlegung der Kneipe in die „Schottei“ aufgetaucht und die Bezeichnungen Schotten, Schottland, Schottländer  beziehungsweise Schottlandia hatten sich in Tübingen bereits etabliert, infolgedessen nannte sich die Gesellschaft fortan Schottland.
Nachdem sich Schottland 1855 Farben zulegte, stand im Wintersemester 1860/61 der erste Schotte auf Mensur. Hierzu musste er vorübergehend austreten und focht auf die Waffen des Corps Franconia. Im Oktober 1884 ist die unbedingte Satisfaktion beschlossen worden.
Im August 1902 wurde Schottland als Landsmannschaft in dem Coburger LC rezipiert, dessen Präsidium sie in den Jahren 1906/07 sowie 1930 führte. Trotz des Verlustes vieler Mitglieder konnte die Landsmannschaft den Aktivenbetrieb während des Ersten Weltkrieges aufrechterhalten.
Mit dem allgemeinen Verbot von Studentenverbindungen im Jahr 1935 wurde der aktive Bund aufgelöst. Zusammen mit der Sängerschaft Zollern und zunächst noch der Landsmannschaft Ulmia wurde zwangsweise eine Kameradschaft gebildet, in der  korporationsstudentische Traditionen jedoch heimlich weiter gepflegt wurden. Mitglieder dieser Bünde sind zum jährlichen Erntedienst nach Ostpreußen entsandt worden. In Anlehnung daran nannte sich die Kameradschaft daher Ostland. Die Altherrenschaft Schottlands unterhielt Kontakte zu dieser Kameradschaft, die bis 1948 fortbestand. Nach dem Krieg besetzte zunächst das französische Militär (Sanitätskompanie) und später die Tübinger Forstverwaltung das Verbindungshaus.
Im Wintersemester 1948/49 erfolgte unter dem Namen Akademische Verbindung Marbach die Rekonstitution. Der Name Landsmannschaft Schottland ist 1953 wieder eingeführt worden, und die Verbindung war forthin Mitglied im Coburger Convent.
1987 oblag Schottland abermals das Präsidium des Coburger Convents. Bezeichnenderweise musste die Landsmannschaft Schottland in ihrer Geschichte niemals in Ermangelung von Aktiven suspendieren.
Seit April 2022 unterhält Schottland ein Freundschaftsverhältnis mit der Landsmannschaft Nibelungia Marburg.

## Selbstverständnis
Die vom Liberalismus geprägte Constitution „deren Fundament Freundschaft ist“ betont neben der akademischen Leistung die Verpflichtung jedes Einzelnen, den eigenen – als gut erkannten – Überzeugungen zu folgen, eindeutig Stellung zu beziehen und danach zu handeln, unabhängig von der Reaktion der Umwelt. Sowohl politische, als auch religiöse Tendenzen liegen ihr fern.

## Schottenhaus

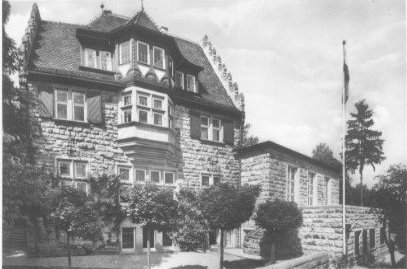
Hausansicht von der Gartenseite

Im 19. Jahrhundert mietete Schottland zunächst Nebenräume von Gaststätten als Konstante, die oftmals nach den Besitzern genannt wurden. Diese Quartiere wechselten wiederholt. Das Verbindungshaus Schottlands in der Tübinger Schwabstraße auf dem Österberg ließ die Altherrenschaft zwischen 1903 und 1905 im historistischen Stil eigens für seinen Zweck errichten. Das von dem Stuttgarter Architekten Arthur Müller konzipierte Haus zeigt die Formen der Frührenaissance.  Erweiterungsbauten erfolgten in den Jahren 1928 und 1957:
„Die vornehmen Linien des Hauses sollten auch repräsentieren, wie man es von einer Verbindung mit guten Sitten verlangte. Im Äußeren und Inneren des Gebäudes kommen jene Wappensprüche zum Ausdruck, die die Richtschnur für das ganze Leben sein sollen.“

## Einzelne Schotten
In alphabetischer Reihenfolge

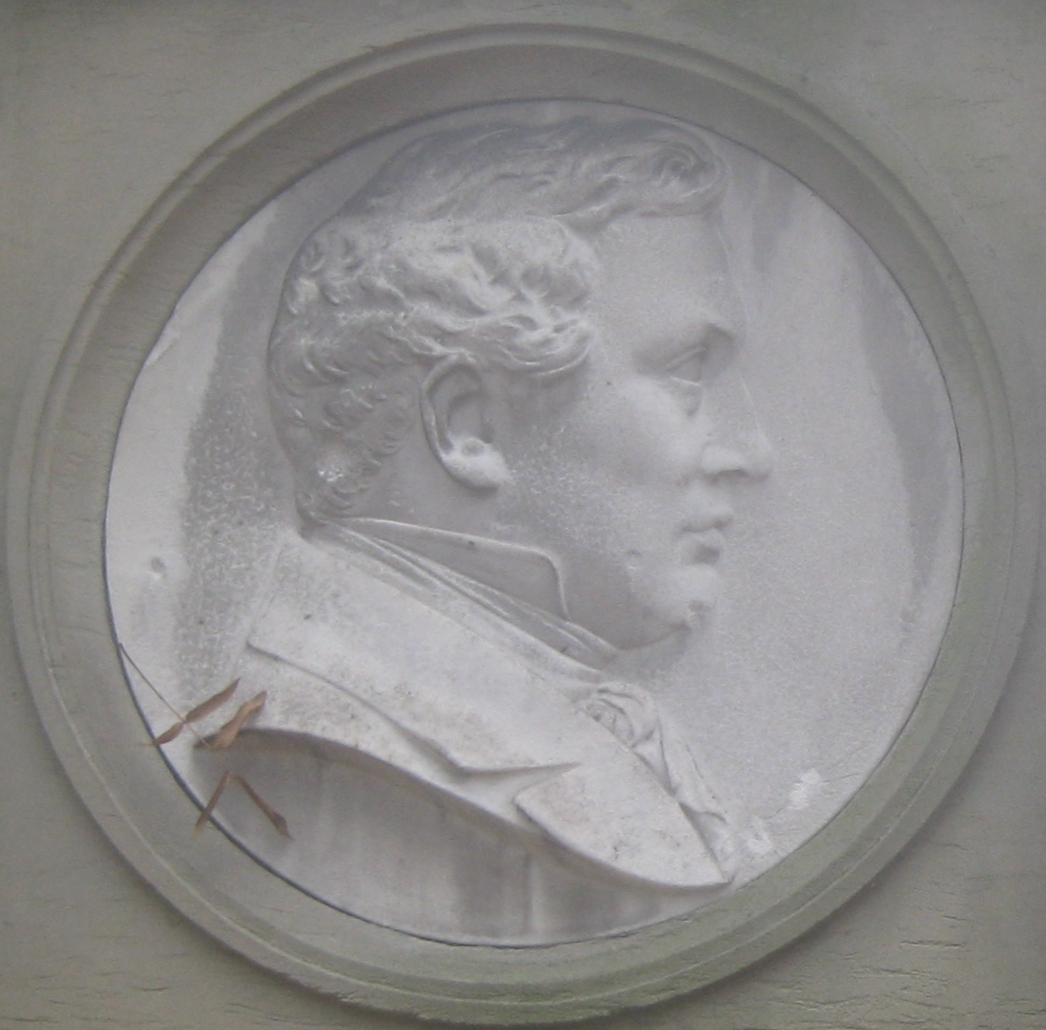
August Hedinger

- Carl Bauer (1876–1947), Verwaltungsjurist
- Max Walter Bausenhart (1907–1994), Verwaltungsjurist
- Wolfram Bergerowski (1936–2009), Richter und Parlamentarier
- Arthur Blumenthal (1874–1939), Gynäkologe
- Georg Bretschneider (1901–1995),  Vizepräsident des Bundesrechnungshofes
- Paul-Gerhard Blochwitz (1907–1990), Generalstaatsanwalt
- Alexander von Bulmerincq (1909–1945), Orientalist
- Rudolf von Burk (1841–1924), Generalarzt
- Karl-Adolf Deubler (1888–1961), Jurist, ehemaliger Präsident des Sportvereins VfB Stuttgart
- Karl von Doll (1834–1910), Schriftsteller
- Eugen Englisch (1869–1905), Photochemiker,  Professor für Photographie
- Rolf Emmrich (1910–1974), Internist, Ordinarius für Medizin in Leipzig
- Eugen Feihl (1889–1964), Journalist und Diplomat
- Rainer Fetscher (1895–1945), Mediziner und Erbforscher
- Ettore Ghibellino (* 1969), Jurist und Schriftsteller
- Andreas Graeber (* 1952), Althistoriker
- Wilhelm Haddenhorst (1940–1992), Strafverteidiger
- Eugen Heck  (1897–1987), Oberstudienrat; Commandeur des Ordre des Palmes Académiques
- August Hedinger (1841–1910), Mediziner und Anthropologe
- Richard Heine (1890–1991), Arzt
- Robert Held (1875–1938), Präsident des Württembergischen Verwaltungsgerichtshofes
- Hermann Klamt  (1884–1950), Jurist und Mitglied des Preußischen Landtages
- Georg Kleinschmidt (* 1938), Geologe und Polarforscher
- Erich Klotz (1907–1962), Rechtsanwalt und Oberbürgermeister von Geislingen
- Herbert Kolb (1922–2009), Mediziner und Hochschullehrer (aktiv bei Ostland)
- Benno Kühn (1865–1949), Geologe
- Gerhard Mahler (1930–1996), Unternehmer und Politiker
- Martin Maneke (1909–1998), Pädiater
- Paul Manasse (1866–1927), Laryngologe
- Emil Marquardt (1879–1953), Verwaltungsjurist und Regierungsdirektor
- Hans Marquardt (1910–2009), Botaniker
- Friedrich Graf von Medem (1912–1984), Zoologe (aktiv bei Ostland)
- Franz Mederle (1893–1955), Rechtsanwalt und Kommunalpolitiker
- Adolf von Miller (1838–1913), Richter
- Hans-Peter Mißmahl (1920–2008), Internist
- Willy Mißmahl (1885–1964), Chirurg
- Ernst von Mohl (1849–1929), Klassischer Philologe, Professor in Sankt Petersburg
- Heinrich Münzenmaier (1883–1975), Jurist, Präsident der LVA Württemberg
- Walter Nickel  (1902–1973), Jurist, Präsident der Braunschweigischen Staatsbank und der Staatsbank der Freien Stadt Danzig
- Gustav Oertle (1892–1986), Paläontologe
- Gerhard Ott (1929–2001), Chirurg und Hochschullehrer
- Horst Penner (1910–2002), Historiker
- Werner Rau (1927–2013), Botaniker und Hochschullehrer
- Constantin von Renz (1839–1900), Regierungspräsident
- Hugo Restle (1928–2011), Volkswirt, Vorstandssprecher der Agrippina Versicherungs AG
- Friedrich von Riekert (1841–1900), Regierungsrat und Mitglied des Deutschen Reichstages
- Jonathan Roth (1873–1924), Jurist und Mitglied des Deutschen Reichstages
- Hans-Ulrich von Ruepprecht (1911–2006), Richter und Heraldiker
- Emil Scheel (1886–1968), Jurist, Bürgermeister von Husum
- Johannes Schmid (1842–1923), Apotheker
- Karl Friedrich Schmidhuber (1895–1967), Ordinarius für Zahnheilkunde in Heidelberg
- Ferdinand Schneider (1911–1984), Chemiker, Ordinarius in Braunschweig
- Heinrich Schönfelder (1902–1944), Jurist, Herausgeber der Gesetzessammlung Schönfelder, Offizier der Luftwaffe des Deutschen Reiches
- Siegfried Schöpfer (1908–2007), Meteorologe
- Emil Schwamberger (1882–1955), Oberbürgermeister von Ulm (1919–1933)
- Hermann Schwörer (1922–2017), Jurist, Unternehmer und Politiker
- August Siemsen (1884–1958), Publizist und Reichstagsabgeordneter
- Karl Siemsen (1887–1968), Jurist und Landesminister
- Hermann Sihler (1883–1968), Rechtsanwalt und Landrat
- Karl Stolz (1913–2001), Landrat und Präsident des Württembergischen Sparkassen- und Giroverbandes
- Oswald Susset (1860–1945), Oberamtmann
- Hermann Tiemann (1899–1981), Ordinarius für  Romanische Philologie an der Universität Hamburg und Bibliothekar
- Hermann Tjaden (1861–1952), Mediziner und Politiker, Direktor des Bakteriologischen, später Hygienischen Instituts in Bremen (als Fuchs ausgetreten)
- Gerd Uffelmann (1912–1999), Jurist und Pharmazeut
- Claus Vorster (1931–2012), Chirurg
- Konrad Wernicke (1905–2002), Rechtsanwalt und Syndikus
- Egmont Wildhirt (1924–2011), Hepatologe, Universitätsprofessor und Klinikleiter
- Horst Wörner (1934–2014), Zahnmediziner und Hochschullehrer
- Karl Wüst (1840–1884), Oberbürgermeister der Stadt Heilbronn (1869–1884)
- Alexander von Zagareli (1844–1929), Linguist, Professor an der Universität Sankt Petersburg und Mitbegründer der Staatlichen Universität Tiflis
- Carl Zurburg (1859–1928), Advokat und Politiker

## Träger des Wissenschaftspreises des Coburger Convents
- 2008 Rainer Wedde